# Ana Lourdes González García
Ana Lourdes González García, née le 24 septembre 1969, est une femme politique espagnole membre du Parti populaire (PP).
Elle est présidente du Parlement de La Rioja entre 2015 et 2019.

## Biographie

### Profession
Elle est titulaire d'une licence en magistère. Elle s'occupe de la coordination des projets européens.

### Activités politiques
Elle est maire de Ribafrecha de 1999 à 2015. Elle est élue députée au Parlement de La Rioja pour la première fois en 2003. De 2011 à 2015, elle est désignée sénatrice par le Parlement, en représentation de la communauté autonome de La Rioja.
Elle est membre de la junte directive du Parti populaire de La Rioja depuis 2008.
Le 18 juin 2015, elle est élue présidente du Parlement de La Rioja.